# Силистријски ејалет
Силистријски ејалет (тур. Silistre Eyaleti) или Узи ејалет (тур. Özi Eyaleti — из Огузи и Гагаузи) постојао је од 1593. до 1864. године када је претворен у Дунавски вилајет.
Настао током дугог рата. Локална отоманска пашњачка боравишта у Силистрији директно је контролисала Влашку, а посебно Мунтенију. Ејалет је био толико стратешки да је у почетку и у различито време укључивао чак и Едирне, Пловдив, Београд и Срем.
Дуж обале Црног мора, његове воде су укључивале пловидбу између Варне и Очакова и контролисале везу између Цариграда и Кримског каната. Његово централно упориште је Бељградска тврђава, а Београдска тврђава — локално.